# Protokół besarabski
Protokół besarabski (fr. traité de Paris du 28 octobre 1920) – popularna nazwa umowy zawartej 28 października 1920 roku w Paryżu pomiędzy krajami Ententy (Wielka Brytania, Francja, Włochy, Japonia) a Królestwem Rumunii, dotyczącej statusu Besarabii.
Podpisany został w celu uregulowania i uściślenia postanowień traktatu wersalskiego.

## Historia
Terytorium Besarabii należało przed I wojną światową do Imperium Rosyjskiego. W 1916 roku Rumunia, po pewnych wahaniach, dołączyła do I wojny światowej po stronie Ententy. Rumunia wojnę przegrała – niemal cały kraj został zajęty przez wojska niemieckie, austro-węgierskie i bułgarskie. Zmuszona do podpisania traktatu w Bukareszcie, została uratowana przez ogólną klęskę państw centralnych. 10 listopada 1918 roku, Rumunia ponownie przystąpiła do wojny. Wraz z końcem konfliktu, państwo austro-węgierskie i imperium rosyjskie uległy dezintegracji, a organy przedstawicielskie Rumunów z Siedmiogrodu, Besarabii i Bukowiny zadecydowały o utworzeniu unii z Królestwem Rumunii (choć nierzadko trzeba było tłumić niezadowolenie nierumuńskich mieszkańców), czego rezultatem było powstanie Wielkiej Rumunii – ich decyzję potwierdził podpisany w 1920 roku traktat z Trianon.

## Zawarcie traktatu
Na posiedzeniu komisji pokojowej 3 stycznia 1920 roku zdecydowano uznać przyłączenie Besarabii do Rumunii, co faktycznie już się dokonało za sprawą działalności regionalnego parlamentu – Rady Kraju i interwencji rumuńskiej w regionie. 3 marca 1920 roku David Lloyd George zadeklarował, że ustalenia komisji zostają zawieszone do czasu wyprowadzenia wojsk rumuńskich z Węgier. Wielka Brytania i Francja zażądały również zabezpieczenia swoich praw do żeglugi po Dunaju, jak również do prawa wydobycia ropy naftowej i roszczeń finansowych związanych z utraconymi majątkami swoich obywateli w Besarabii.
Konferencja pokojowa zobowiązywała Rumunię również do podpisania umowy o ochronie mniejszości narodowych. Stany Zjednoczone odmówiły 12 czerwca 1920 roku swojego podpisu i uczestniczenia w pracach komisji, jeżeli nie zostaną uwzględnione interesy Rosji. Wielka Brytania, zabezpieczywszy swoje interesy, nie zgadzała się na propozycje Francji (czekanie na zmianę stanowiska USA, albo zawarcie osobnej umowy pomiędzy Rumunią a Rosją, czy to Radziecką, czy też generałem Piotrem Wranglem), i dążyła do jak najszybszego podpisania porozumienia.
4 października tekst protokołu besarabskiego i związanej z nim umowy ekonomicznej przedstawiono Rumunii, która 14 października wyraziła zgodę na jego podpisanie. W czasie rozmów ministra spraw zagranicznych Rumunii Take Ionescu w Londynie i Paryżu ustalono ostatecznie treść protokołu.
28 października podpisali go minister Ionescu wraz z przedstawicielami Wielkiej Brytanii, Francji i Włoch, później podpisał dokument również przedstawiciel Japonii.
Według traktatu rumuńską granicę w Besarabii ustalono na Dniestrze od jego ujścia do Morza Czarnego do punktu, w którym przecina on starą granicę Bukowiny z Besarabią.
Podpisując protokół z Rumunią, Ententa zastrzegła, że w przyszłości konieczne będą negocjacje z Rosją, jednak dopiero wtedy, kiedy powstanie tam uznany przez nią rząd. 1 listopada 1920 roku rząd Ukraińskiej Socjalistycznej Republiki Radzieckiej, wraz z rządem Rosyjskiej Federacyjnej Socjalistycznej Republiki Radzieckiej złożyły protest przeciw podpisaniu protokołu, nie uwzględniającego ich stanowiska.
W czerwcu 1940 roku po ultimatum wystosowanym wobec rządu Rumunii Besarabię anektował ZSRR (w konsekwencji ustaleń paktu Ribbentrop-Mołotow). Część terenów włączono do Ukraińskiej SRR (głównie powiaty: Kaguł, Białogród, Chocim, Izmaił), z reszty zaś utworzono Mołdawską Socjalistyczną Republikę Radziecką ze stolicą w Kiszyniowie.

## Literatura
- Советские Россия–Украина и Румыния: Сборник дипломатических документов и исторических материалов. Х., 1921;
- Симоненко Р.Г. Вічно зелені гілки України: Північна Буковина і Південна Бессарабія. К., 1992.